# Let’s Get Lost (1988)
Let’s Get Lost ist ein US-amerikanischer Dokumentarfilm von Bruce Weber aus dem Jahr 1988.

## Handlung
Der Dokumentarfilm handelt von der außergewöhnlichen Karriere des Jazzmusikers Chet Baker. Der Film beginnt mit Szenen kurz vor seinem Tod, wie er mit Freunden am Strand von Santa Monica Beach herumalbert und endet beim Cannes Film Festival, wo Webers Film Broken Noses seine Premiere feierte und zu der er Baker mitnahm. Während der zweistündigen Laufzeit des Films kommen Weggefährten, Exfrauen und seine Kinder zu Wort. Außerdem werden immer wieder Archivaufnahmen aus seiner Karriere gezeigt, darunter sowohl obskure Vintage-Fotografien von William Claxton von 1953 als auch Auftritte in der Steve Allen Show  sowie billige Low-Budget-Filme, in denen Baker für schnelles Geld mitspielte. Der Film legt dabei einen Fokus auf seine Anfänge, als er mit Größen wie Charlie Parker, Gerry Mulligan und Russ Freeman spielte, und auf die 1980er Jahre, als die Heroinsucht einen Großteil seines Handelns ausmachte. Der Kontrast wird von den Filmemachern immer wieder betont.

## Entstehung
Bruce Weber wurde bereits in seiner Jugend Fan von Chet Baker, als er in einem Plattenladen ein Bild von Baker auf dem Album Chet Baker Sings and Plays (1955) sah. Zum ersten Mal traf er Baker 1986 in einem Club New York City und überredete ihn zu einer drei-minütigen Videoaufnahme, die eine Art Kurzdokumentation werden sollte. Die beiden verstanden sich jedoch gut und so entstand die Idee, der Film größer aufzuziehen. Die Arbeiten am Film begannen im Januar 1987 und waren für Weber nicht einfach, da Baker sehr sprunghaft und in keinem guten gesundheitlichen Zustand war.
Der Film hatte seine Premiere beim Toronto International Film Festival, etwa 4 Monate, nachdem Chet Baker verstorben war.
.

## Rezeption

### Kritiken
Der Film erhielt herausragende Kritiken und hält auf Rotten Tomatoes einen Tomatometer von 97 % auf der Basis von 31 Reviews. In Entertainment Weekly schrieb Owen Gleimermann, Weber habe „so ziemlich den einzigen Dokumentarfilm geschaffen, der wie ein Roman funktioniert und dazu einlädt, zwischen den Zeilen von Bakers Persönlichkeit zu lesen, bis man die geheime Traurigkeit im Herzen seiner Schönheit berührt.“ In der Los Angeles Times schrieb Carina Chocano: W„enn es eine treibende Kraft in Webers Film gibt, dann scheint es die Erforschung der Natur und des Zwecks von Starqualität und persönlicher Anziehungskraft zu sein, über die Baker zuhauf verfügte, die ihn aber nicht gerettet hat.“ In der Washington Post schrieb Hal Hinson, der Film wäre kein Versuch, sich Baker zu nähern. „Stattdessen ist das eigentliche Thema des Films Webers Verliebtheit; es geht um die Emotionen, die er im Laufe der Jahre auf sein Idol projiziert hat. Diese Projektionen sind das, was wir aus dem Film mitnehmen, und die Ironie ist, dass sie bemerkenswert stark sind, vielleicht auch deshalb, weil wir unsere eigene Starbesessenheit darin gespiegelt sehen.“ Die The New York Times schrieb: „Die anhaltende Faszination von Let's Get Lost, der Grund, warum er auch jetzt noch so stark ist, wo alle Werte, die er repräsentiert, verschwunden sind, liegt darin, dass er zu den wenigen Filmen gehört, die sich mit den mysteriösen, komplizierten emotionalen Transaktionen befassen, die mit der Schaffung von Popkultur zu tun haben – und mit dem zweideutigen Prozess, durch den Künstler Begehrlichkeiten erzeugen.“

### Auszeichnungen
Der Film wurde bei der Oscarverleihung 1989 als Bester Dokumentarfilm nominiert.

## Soundtrack
Der Filmscore des Films enthält sowohl Aufnahmen aus den 1950ern als auch Material, das Baker zwischen Januar und Mai 1987 in den Sage & Sound Studios, Hollywood und Studio Davout Paris, Frankreich einspielte. Das eigentliche Soundtrackalbum erschien 1989 unter dem Titel Chet Baker Sings and Plays from the Film "Let's Get Lost" über RCA Novus.

### Titelliste
1. Moon & Sand (Alec Wilder, Morty Palitz, William Engvick) – 5:30
2. Imagination (Jimmy Van Heusen, Johnny Burke) – 4:52
3. You’re My Thrill (Jay Gorney, Sidney Clare) – 4:59
4. For Heaven's Sake (Sherman Edwards, Elise Bretton, Donald Meyer) – 4:51 (CD)
5. Every Time We Say Goodbye (Cole Porter) – 4:48
6. I Don’t Stand a Ghost of a Chance with You (Victor Young, Bing Crosby, Ned Washington) – 5:03 (CD)
7. Day Dream (Billy Strayhorn, Duke Ellington, John La Touche) – 5:00
8. Zingaro (Antônio Carlos Jobim) – 7:33
9. Blame It on My Youth (Oscar Levant, Edward Heyman) – 6:18
10. My One and Only Love (Guy Wood, Robert Mellin) – 5:30
11. Everything Happens to Me (Tom Adair, Matt Dennis) – 5:19 (CD)
12. Almost Blue (Elvis Costello) – 3:13

### Line-Up
- Chet Baker – Trompete, Gesang
- Frank Strazzeri – Klavier
- John Leftwich – Kontrabass
- Ralph Penland – Schlagzeug (1, 3–6)
- Nicola Stilo – Gitarre (8)